# Кондыбай (Северо-Казахстанская область)
Кондыбай (каз. Құндыбай, до 2007 г. — Черниговское) — село в Уалихановском районе Северо-Казахстанской области Казахстана. Входит в состав Актуесайского сельского округа. Код КАТО — 596433300.
Вблизи села проходит автомобильная дорога А-13 «Кокшетау — Бидайык (казахстанско-российская граница)».

## География
Расположено около озера Кондыбай.

## Население
В 1999 году население села составляло 829 человек (446 мужчин и 383 женщины). По данным переписи 2009 года в селе проживало 579 человек (282 мужчины и 297 женщин).